# Sasko-výmarské vévodství
Sasko-výmarské vévodství (německy Herzogtum Sachsen-Weimar) byl stát Svaté říše římské nacházející se v Durynsku na území dnešního Německa.
V 15. století zabíralo vévodství většinu dnešního Durynska, včetně okolí Výmaru, který byl v rukou Wettinů.
V roce 1485 byla Wettiny země rozdělena. Území v Durynsku přešly do držení Arnošta Saského, udržel tím titul kurfiřta.
Když byl Bedřich Saský poražen a zajat římským císařem Karlem V. roce 1547, byl zbaven kurfiřtství, mohl si ale ponechat pozemky v Durynsku. V roce 1572 byla Arnoštova země rozdělena mezi jeho syny do vévodství Sasko-výmarské a Sasko-gothajské.
Na dalších 300 let se vévodství dělilo mezi knížata panovnického rodu Wettinů na tzv. ernestinská vévodství, podle toho kdo kolik měl dědiců. Ale jako celek zůstalo území dále v rukou jednoho rodu.
Vévodství se připojilo k Prusku v válce třetí koalice proti Francii. Po prohře v bitvě u Jeny, byl vévoda nucen vstoupit v roce 1806 do Rýnského spolku. V roce 1809 bylo Sasko-Výmarsko a Sasko-Eisenach, které byly sjednoceny pouze v osobě vévody, formálně sloučeny do vévodství Sasko-Výmar-Eisenach.

## Vévodové Sasko-výmarští
- Jan Vilém, 1572–1573
- Fridrich Vilém, 1573–1602
- Jan III., 1602–1605
- Jan Arnošt I., 1605–1620
- Vilém, 1620–1662, se stal vladařem, když jeho bratra Jana Arnošta I. (r. 1620) zbavil titulu císař Ferdinand II. Štýrský
- Jan Arnošt II., 1662–1683
- Vilém Arnošt, 1683–1728, spolu
- Jan Arnošt III., 1683–1707, spolu
- Arnošt August I.,1707–1748
- Arnošt August II., 1748–1758
- Karel August, 1758–1809